# Біг-Крік (Західна Вірджинія)
Біг-Крік (англ. Big Creek) — переписна місцевість (CDP) в США, в окрузі Мак-Дауелл штату Західна Вірджинія. Населення — 195 осіб (2020).

## Географія
Біг-Крік розташований за координатами 38°0′19″ пн. ш. 82°2′10″ зх. д. / 38.00528° пн. ш. 82.03611° зх. д. (38.005365, -82.036073).  За даними Бюро перепису населення США в 2010 році переписна місцевість мала площу 1,51 км², уся площа — суходіл.

## Демографія
Згідно з переписом 2010 року, у переписній місцевості мешкало 237 осіб у 98 домогосподарствах у складі 62 родин. Густота населення становила 157 осіб/км².  Було 105 помешкань (70/км²).
Расовий склад населення:
| - 99,2 % — білих - 0,8 % — чорних або афроамериканців |

До двох чи більше рас належало 0,0 %. Частка іспаномовних становила 3,4 % від усіх жителів.
За віковим діапазоном населення розподілялося таким чином: 23,6 % — особи молодші 18 років, 59,9 % — особи у віці 18—64 років, 16,5 % — особи у віці 65 років та старші. Медіана віку мешканця становила 41,6 року. На 100 осіб жіночої статі у переписній місцевості припадало 100,8 чоловіків;  на 100 жінок у віці від 18 років та старших — 103,4 чоловіків також старших 18 років.
Середній дохід на одне домашнє господарство  становив 70 857 доларів США (медіана — 62 125), а середній дохід на одну сім'ю — 63 930 доларів (медіана — 62 125). За межею бідності перебувало 9,3 % осіб, у тому числі 14,5 % дітей у віці до 18 років та 0,0 % осіб у віці 65 років та старших.
Цивільне працевлаштоване населення становило 159 осіб. Основні галузі зайнятості: мистецтво, розваги та відпочинок — 26,4 %, науковці, спеціалісти, менеджери — 23,3 %, інформація — 19,5 %.